# Alex Iwobi
Alex Iwobi (Lagos, 3 mei 1996) is een Nigeriaans voetballer die doorgaans als vleugelspeler speelt. Hij verruilde Everton in september 2023 voor Fulham. Iwobi debuteerde in oktober 2015 in het Nigeriaans voetbalelftal. Hij is een neef van Jay-Jay Okocha.

## Clubcarrière
Iwobi werd geboren in Nigeria en verhuisde op zijn vierde naar Engeland. Toen hij hier op de lagere school zat, werd hij opgenomen in de jeugdopleiding van Arsenal. Hij debuteerde op 27 oktober 2015 in het eerste elftal, in een met 3–0 verloren wedstrijd in de League Cup uit tegen Sheffield Wednesday. Hij mocht die dag in de basiself beginnen van coach Arsène Wenger. Zijn debuut in de Premier League volgde op 31 oktober 2015. Hij viel toen in de blessuretijd in voor Mesut Özil in een met 0–3 gewonnen wedstrijd uit bij Swansea City. Iwobi maakte op 19 maart 2016 zijn eerste doelpunt voor Arsenal. Hij zette zijn ploeg toen op 0–2 in een met diezelfde cijfers gewonnen competitiewedstrijd uit bij Everton.
Iwobi kwam in de jaren die volgden meer en meer aan spelen toe. Hij speelde honderd wedstrijden in de Premier League, kwam uit in de Champions League en de Europa League en won met Arsenal de FA Cup 2016/17 en het FA Community Shield 2017. Ook bereikte hij de finales van de League Cup 2017/18 en de Europa League 2018/19 met de Londense club. In de eindstrijd van de Europa League maakte hij Arsenals enige doelpunt. Tegenstander Chelsea maakte er alleen vier.
Ondanks zijn bijna 150 officiële wedstrijden voor Arsenal, speelde Iwobi er nog geen 15% hiervan van begin tot eind. Hij tekende in augustus 2019 een contract tot medio 2024 bij Everton. Dat betaalde circa €30.000.000,- voor hem aan Arsenal. Iwobi verruilde hiermee een zogenaamd 'top 6-team' voor een club in de middenmoot, die het in de jaren die volgden bovendien steeds moeilijker kreeg. Hij ging in eerste instantie ook niet meer spelen. Van 2019 tot 2022 kwam hij ieder seizoen 25 tot 30 wedstrijden in actie, waarvan steeds ongeveer 20 vanaf de aftrap. Net als bij Arsenal. Iwobi speelde in seizoen 2022/23 daarentegen voor het eerst in zijn carrière iedere speelronde. Bovendien allemaal als basisspeler. Na twee seizoenen waarin hij met Everton in de middenmoot speelde, eindigden zijn ploeggenoten en hij in 2021/22 en 2022/23 echter maar net boven de degradatiestreep.
Iwobi verruilde Everton op 1 september 2023 voor Fulham, de nummer tien van Engeland in het voorgaande seizoen. Dat maakte circa 25 miljoen euro voor hem over. Hij tekende voor vijf jaar.

## Clubstatistieken
| Seizoen     | Club        | Competitie     | Competitie | Competitie | Beker | Beker | Internationaal | Internationaal | Totaal | Totaal |
| Seizoen     | Club        | Competitie     | Wed.       | Dlp.       | Wed.  | Dlp.  | Wed.           | Dlp.           | Wed.   | Dlp.   |
| ----------- | ----------- | -------------- | ---------- | ---------- | ----- | ----- | -------------- | -------------- | ------ | ------ |
| 2015/16     | Arsenal     | Premier League | 13         | 2          | 6     | 0     | 2              | 0              | 21     | 2      |
| 2016/17     | Arsenal     | Premier League | 26         | 3          | 5     | 0     | 7              | 1              | 38     | 4      |
| 2017/18     | Arsenal     | Premier League | 26         | 3          | 7     | 0     | 6              | 0              | 39     | 3      |
| 2018/19     | Arsenal     | Premier League | 35         | 3          | 5     | 1     | 11             | 2              | 51     | 6      |
| Club Totaal | Club Totaal | Club Totaal    | 100        | 11         | 23    | 1     | 26             | 3              | 149    | 15     |
| 2019/20     | Everton     | Premier League | 25         | 1          | 4     | 1     | —              | —              | 29     | 2      |
| 2020/21     | Everton     | Premier League | 30         | 1          | 6     | 1     | —              | —              | 36     | 2      |
| 2021/22     | Everton     | Premier League | 28         | 2          | 4     | 1     | —              | —              | 32     | 3      |
| 2022/23     | Everton     | Premier League | 38         | 2          | 3     | 0     | —              | —              | 41     | 2      |
| Club Totaal | Club Totaal | Club Totaal    | 121        | 6          | 17    | 3     | 0              | 0              | 138    | 9      |
| Totaal      | Totaal      | Totaal         | 221        | 17         | 40    | 4     | 26             | 3              | 287    | 24     |

## Interlandcarrière
Iwobi kwam uit voor Engeland –16, Engeland –17 en Engeland –18, maar debuteerde op 8 oktober 2015 in het Nigeriaans voetbalelftal. Bondscoach Sunday Oliseh bracht hem toen in de 57e minuut in als vervanger voor Ahmed Musa in een met 2–0 verloren oefeninterland tegen Congo-Kinshasa. Iwobi maakte op 9 oktober 2016 zijn eerste interlanddoelpunt. Hij schoot Nigeria toen op 0–1 in een met 1–2 gewonnen kwalificatiewedstrijd voor het Afrikaans kampioenschap 2017 in en tegen Zambia. Dankzij zijn goal tegen datzelfde Zambia (1–0) op zaterdag 7 oktober 2017 plaatste Nigeria zich voor de zesde keer voor een WK. Iwobi behoorde ook tot de Nigeriaanse ploeg op het WK 2018. Hierop stond hij een keer in de basis en viel hij twee keer in. Iwobi was basisspeler van de Nigeriaanse ploeg die derde werd op het Afrikaans kampioenschap 2019. Hij maakte hierop de winnende 3–2 in de achtste finale tegen Kameroen. Hij maakte ook deel uit van de Nigeriaanse ploeg op het Afrikaans kampioenschap 2021.

## Erelijst
| FA Cup              | 1x | 2016/17 |
| FA Community Shield | 1x | 2017    |

Individueel
- Afrikaans Jeugdspeler van het Jaar (2016)
- Afrikaans Team van het Jaar (2016)